# Enchophora dufourii
Enchophora dufourii är en insektsart som beskrevs av Victor Antoine Signoret 1858. Enchophora dufourii ingår i släktet Enchophora och familjen lyktstritar. Inga underarter finns listade i Catalogue of Life.